# Cazoo Series 2020-2021
La Cazoo Series 2020-2021 è la prima edizione di una serie di tre tornei sponsorizzati dalla Cazoo, che fanno parte della stagione 2020-2021 di snooker.

## Tornei
| World Grand Prix              | Players Championship                | Tour Championship                     |
| ----------------------------- | ----------------------------------- | ------------------------------------- |
| Judd Trump 10-7 Jack Lisowski | John Higgins 10-3 Ronnie O'Sullivan | Neil Robertson 10-4 Ronnie O'Sullivan |

Con £165000 accumulate nei tre tornei, Neil Robertson vince la prima edizione della Cazoo Series, conquistando anche il bonus di £100000.

## Classifica
| N° | Giocatore         | Punti   | WGP | PC | TC |
| -- | ----------------- | ------- | --- | -- | -- |
| 1  | Neil Robertson    | £165000 | 1T  | QF | V  |
| 2  | John Higgins      | £132500 | 2T  | V  | QF |
| 3  | Ronnie O'Sullivan | £130000 | SF  | F  | F  |
| 4  | Judd Trump        | £100000 | V   | 1T | QF |
| 5  | Barry Hawkins     | £77500  | 2T  | SF | SF |
| 6  | Mark Selby        | £75000  | SF  | QF | SF |
| 7  | Jack Lisowski     | £55000  | F   | QF | QF |
| 8  | Kyren Wilson      | £42500  | QF  | SF | QF |
| 9  | Stuart Bingham    | £22500  | 2T  | QF |    |
| 10 | Martin Gould      | £12500  | QF  | 1T |    |
| 11 | Hossein Vafaei    | £12500  | QF  |    |    |
| 12 | Zhao Xintong      | £12500  | QF  |    |    |
| 13 | Ding Junhui       | £7500   | 2T  | 1T |    |
| 14 | Lu Ning           | £7500   | 2T  | 1T |    |
| 15 | Yan Bingtao       | £7500   | 2T  |    |    |
| 16 | Anthony McGill    | £7500   | 2T  |    |    |
| 17 | Robert Milkins    | £7500   | 2T  |    |    |
| 18 | Shaun Murphy      | £0      | 1T  |    |    |
| 19 | Zhou Yuelong      | £0      | 1T  | 1T |    |
| 20 | Mark Allen        | £0      | 1T  |    |    |
| 21 | Ali Carter        | £0      | 1T  |    |    |
| 22 | David Grace       | £0      | 1T  |    |    |
| 23 | Xiao Guodong      | £0      | 1T  |    |    |
| 24 | Li Hang           | £0      | 1T  |    |    |
| 25 | Michael Holt      | £0      | 1T  |    |    |
| 26 | Jak Jones         | £0      | 1T  |    |    |
| 27 | Jamie Jones       | £0      | 1T  |    |    |
| 28 | Liang Wenbó       | £0      | 1T  |    |    |
| 29 | Kurt Maflin       | £0      | 1T  |    |    |
| 30 | Joe Perry         | £0      | 1T  |    |    |
| 31 | Ricky Walden      | £0      | 1T  |    |    |
| 32 | Robbie Williams   | £0      | 1T  |    |    |
| 33 | Jordan Brown      | £0      |     | 1T |    |
| 34 | Ryan Day          | £0      |     | 1T |    |
| 35 | Mark Williams     | £0      |     | 1T |    |